# Gypona extrema
Gypona extrema är en insektsart som beskrevs av Delong 1942. Gypona extrema ingår i släktet Gypona och familjen dvärgstritar. Inga underarter finns listade i Catalogue of Life.